# ブッチ・オッター
クレメント・リロイ・オッター（Clement Leroy  Otter, 1942年5月3日 - ）は、アメリカ合衆国の政治家。第32代アイダホ州知事、第37代アイダホ州副知事、アメリカ下院議員を歴任した。愛称のブッチ・オッター（Butch Otter）とも呼ばれる。

## 概要
1972年、キャニオン郡から州下院議員に当選し、1976年まで務めた。1977年1月、民主党現職のセシル・アンドラス州知事はジミー・カーター政権でアメリカ内務長官に任命された。アンドラスの後任には民主党のジョン・V・エヴァンズ州副知事が就任し、6月に州知事選挙が行われることになった。オッターは州知事選挙に出馬したが、8月の共和党予備選挙で得票率26.0%と伸びず、6人中3位で落選した。
知事選予備選に敗れた後は、アイダホ州共和党中央委員やキャニオン郡共和党委員長として州内共和党員として経験を積む。1986年、オッターは州副知事に選出。以後、民主党のセシル・アンドラス、共和党のフィル・バット・ダーク・ケンプソーンら3知事のもとで州副知事を担い、アイダホ州史上、最も長く州副知事を務めることとなった。
2005年12月、オッターは2006年の州知事選に出馬し、共和党予備選では得票率70％で当選した。総選挙では得票率53%で接戦を制して当選した。